# Мартовский (Астраханская область)
Мартовский — разъезд (объект административно-территориального деления) в составе муниципального образования «Посёлок Верхний Баскунчак» Ахтубинского района Астраханской области. Население разъезда 25 человек (2007), 12 (2010), 100 % из них — казахи.

## История
Основан при открытии разъезда Мартовский в 1932 году.

## География
Находится вблизи государственной границы России с Казахстаном. Уличная сеть отсутствует.
Абсолютная высота — 28 метров над уровня моря.
Географическое положение
Расстояние до
районного центра города Ахтубинск: 47 км.
областного центра города Астрахань: 219 км.
Ближайшие населённые пункты
Восьмое Марта 2 км, Балластный Карьер 7 км, Средний Баскунчак 9 км, Верхний Баскунчак 11 км, Бугрянский 12 км, Нижний Баскунчак 12 км, Зелёный Сад 12 км, Богдо 16 км, Шунгули 18 км, Золин 20 км, При станции Кочевая 28 км, Пироговка 28 км, Сокрутовка 28 км, Болхуны 29 км, Новониколаевка 30 км

## Население
| 2002 | 2007 | 2010 |
| ---- | ---- | ---- |
| 18   | ↗25  | ↘12  |

Национальный и гендерный состав
По данным Всероссийской переписи населения 2010 года проживало 12 человек (8 мужчин, 4 женщины). 
Согласно результатам переписи 2002 года, в национальной структуре населения казахи составляли 100 % от общей численности в 17 человек.

## Инфраструктура
Обслуживание железной дороги.

## Транспорт
Железная дорога, у посёлка действует разъезд Мартовский.
Просёлочные дороги.